# 폭스바겐 폴로
폭스바겐 폴로(Volkswagen Polo)는 폭스바겐이 1975년부터 생산하고 있는 소형차(B세그먼트)이다. 해치백, 세단, 에스테이트 등의 모델로 유럽과 전 세계 장에서 시판되어왔으며 가장 최신 모델은 6세대이다.

## 1975-1981, 1세대

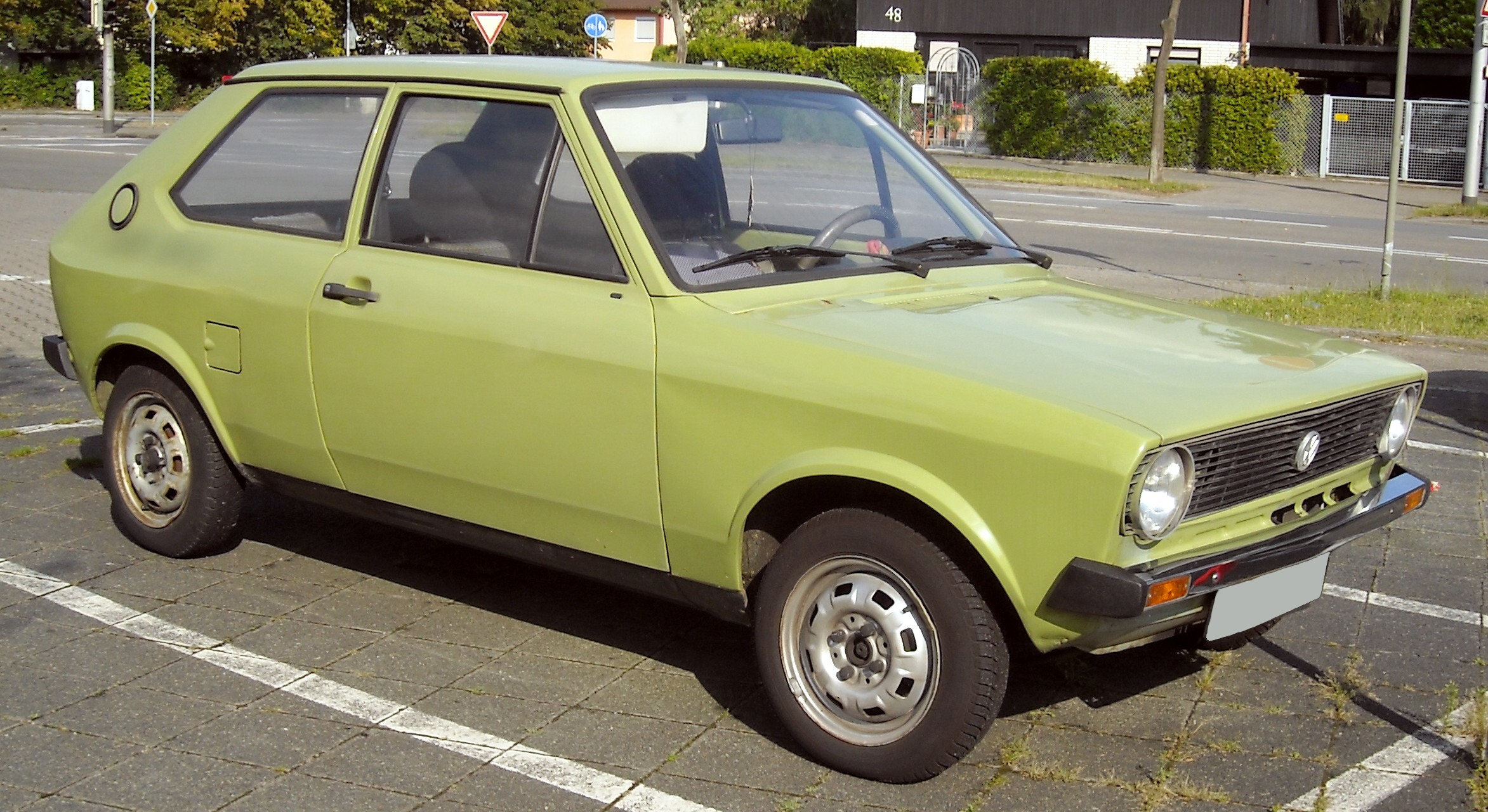
폭스바겐 폴로 Mk1

아우디 50의 리뱃징판인 1세대 폴로 또는 폭스바겐 더비(Derby)는 1975년에 출시되어 1981년 10월까지 볼프스부르크 소재의 폭스바겐 공장에서 생산되었다. 1979년까지 50만 대가 생산되었다. 아우디 50은 1978년 단종되었다.

## 1981-1994, 2세대

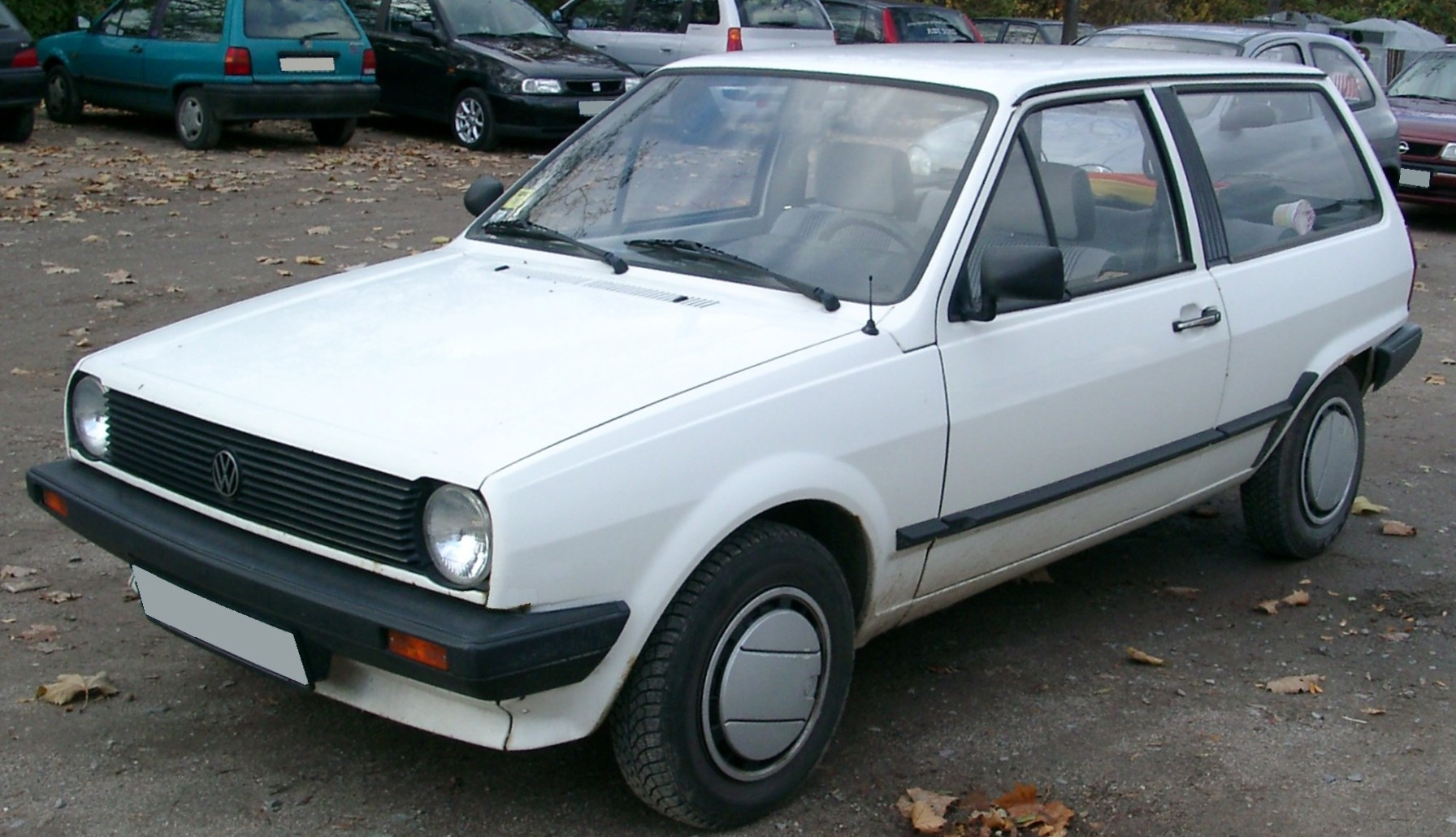
폭스바겐 폴로 Mk2

폴로 Mk2는 1981년 10월에 출시되었다. 1983년, 폴로 100만 호차가 생산되었으며,1986년까지 200만 대가 생산되었다. 당시 경쟁 모델로는 오스틴 메트로, 포드 피에스타 등이 있었다.

## 1994-2003, 3세대

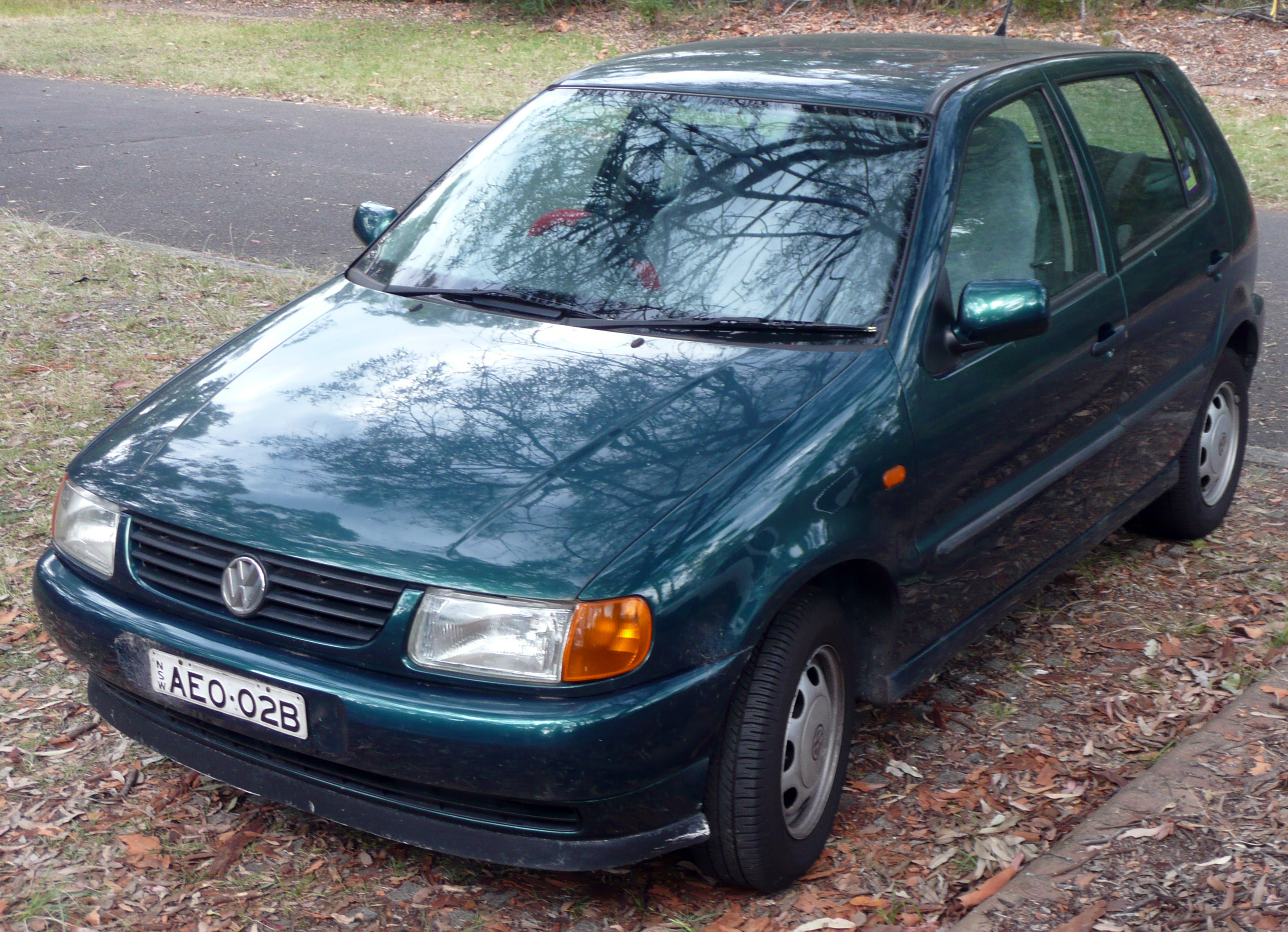
폭스바겐 폴로 Mk3

1994년, 3세대 폴로가 출시되었다. 3도어와 5도어의 해치백 버전으로 출시된 완전히 새로운 모델이었다.

## 2001-2009, 4세대

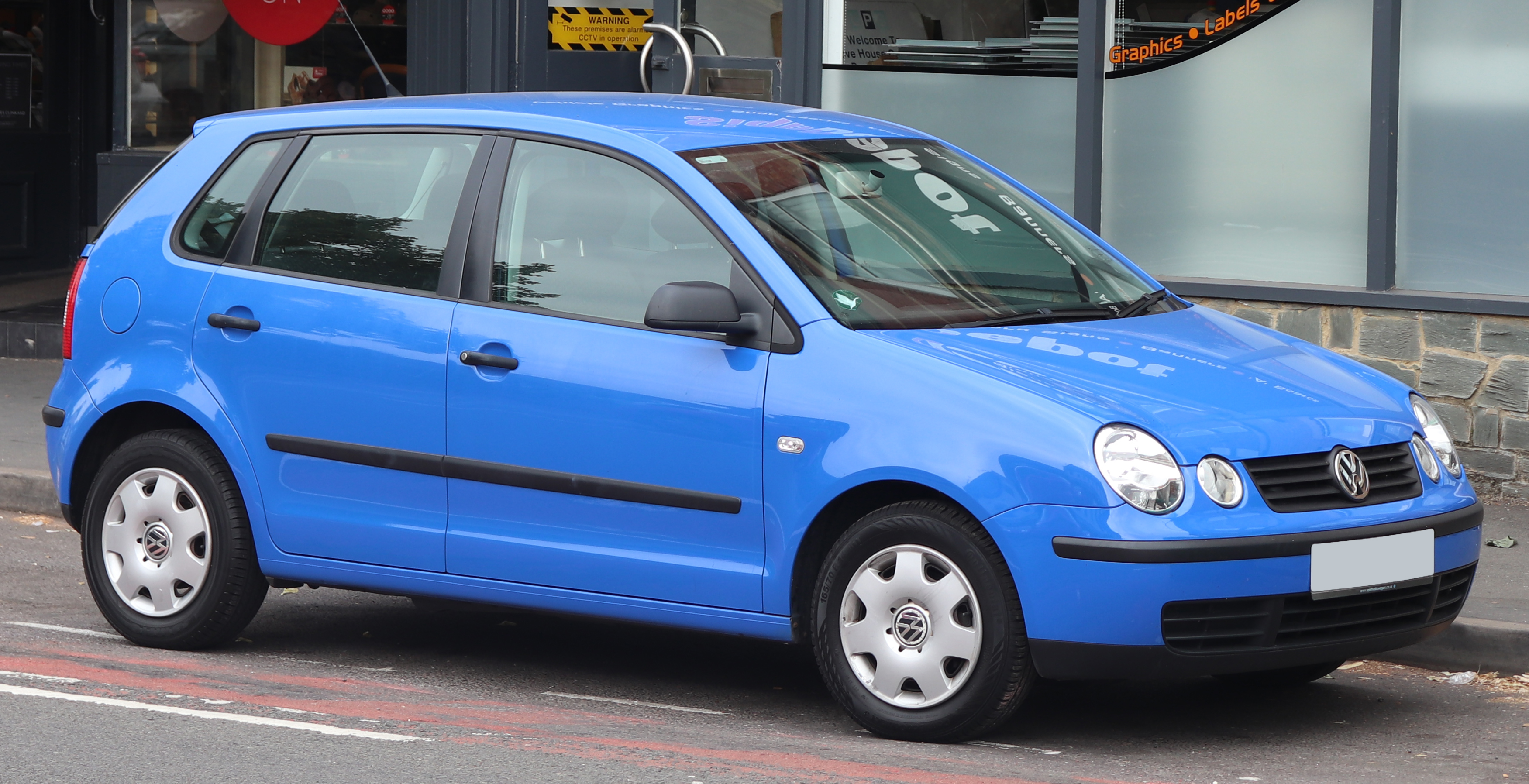
폭스바겐 폴로 Mk4

4세대 폴로는 2001년 9월에 공개되어 이듬해 초부터 판매를 개시하였다. 살롱 버전은 유럽 이외의 시장, 즉 대부분의 라틴 아메리카 국가, 남아프리카, 중국을 대상으로 생산되었다.

## 2009-2017, 5세대

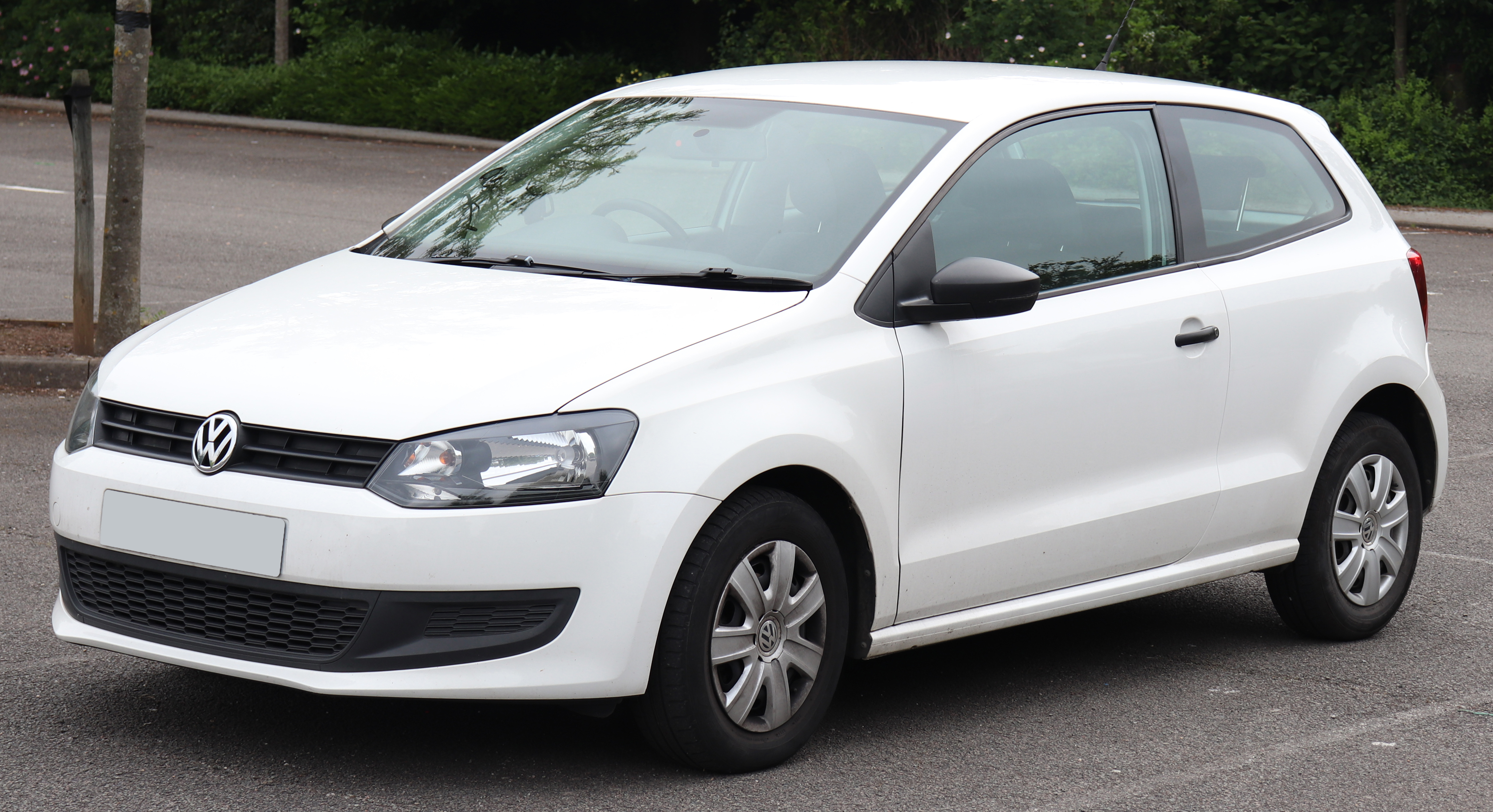
폭스바겐 폴로 Mk5

2009년 3월, 폭스바겐은 제네바 모터쇼에서 5세대 폴로를 출시하였다. 폴로 최초로 2010년 유럽 올해의 차에 선정되었으며, 2010년 4월 뉴욕 국제 오토쇼에서 2010년 세계 올해의 자동차로 선정되었다.

## 2017-현재, 6세대

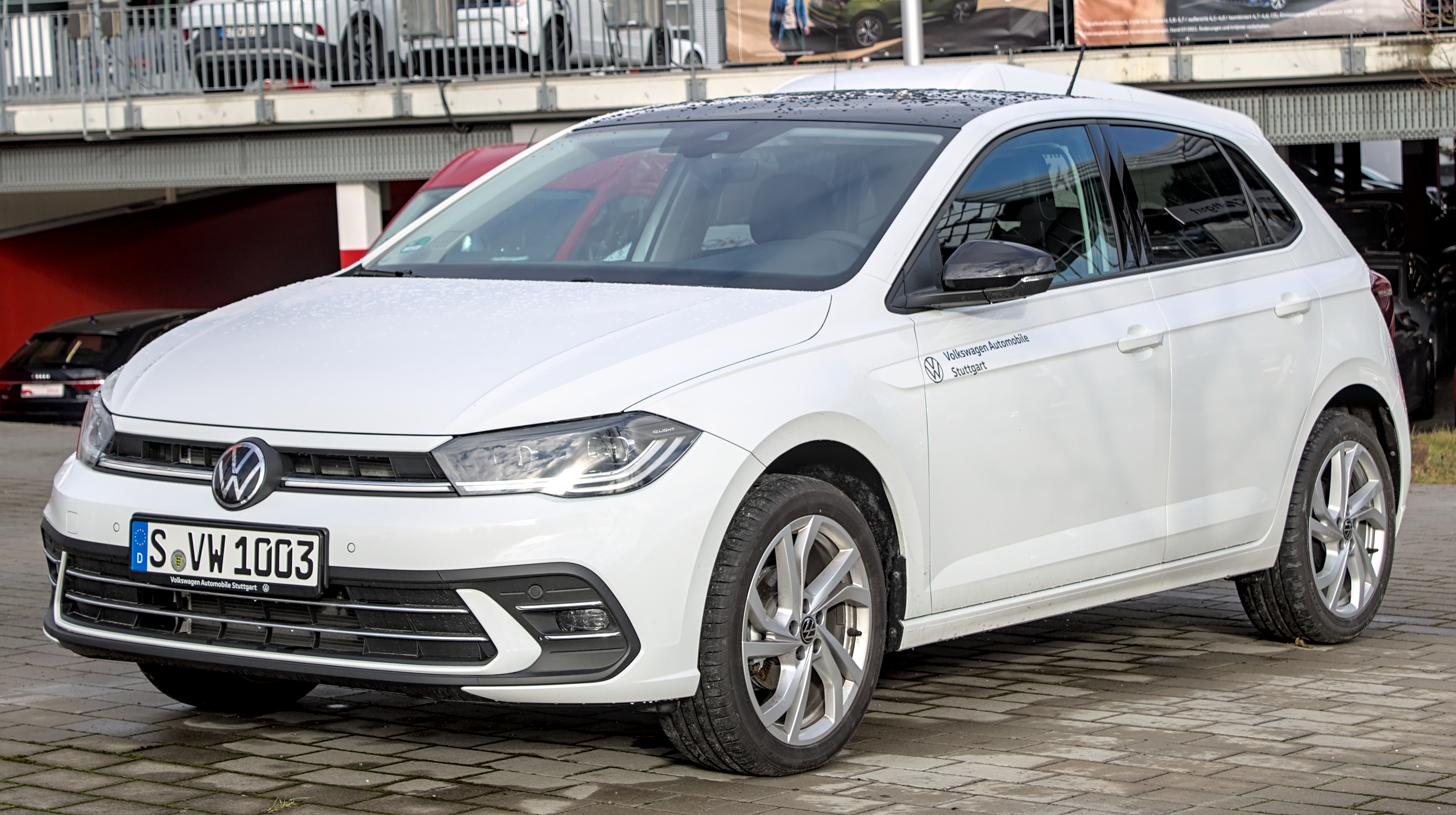
폭스바겐 폴로 Mk6

6세대 폴로는 2017년 6월 16일에 공개되어, 2017년 7월 17일부터 팜플로나 공장에서 생산에 들어갔다. 폭스바겐 그룹의 MQB A0 플랫폼을 기반으로 제작되었으며, 폴로 최초로 3도어 모델이 출시되지 않았다.